# InformNapalm
InformNapalm ist ein Freiwilligenprojekt mit dem Ziel, ein breites Publikum über russische Einflussnahme und den russischen Krieg in der Ostukraine zu informieren.

## Aufbau
Die Website Informnapalm.org wurde von freiwilligen Aktivisten Anfang 2014 nach der Krim-Annexion und nach dem Beginn des russischen Kriegs in der Ostukraine geschaffen. Um ein ausländisches Publikum zu erreichen, werden die Informationen in viele Fremdsprachen übersetzt, darunter Japanisch und Chinesisch.

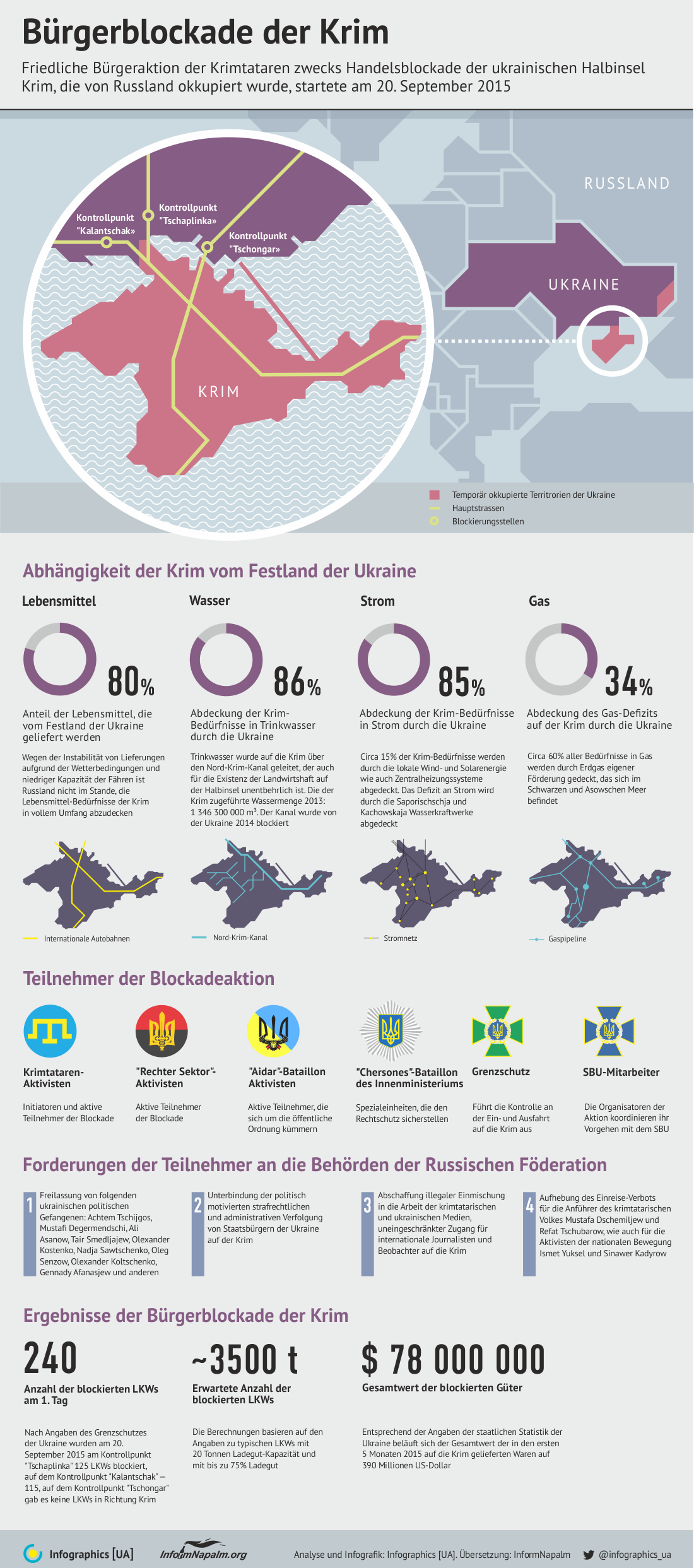
Krimblockade (Grafik von InformNapalm)

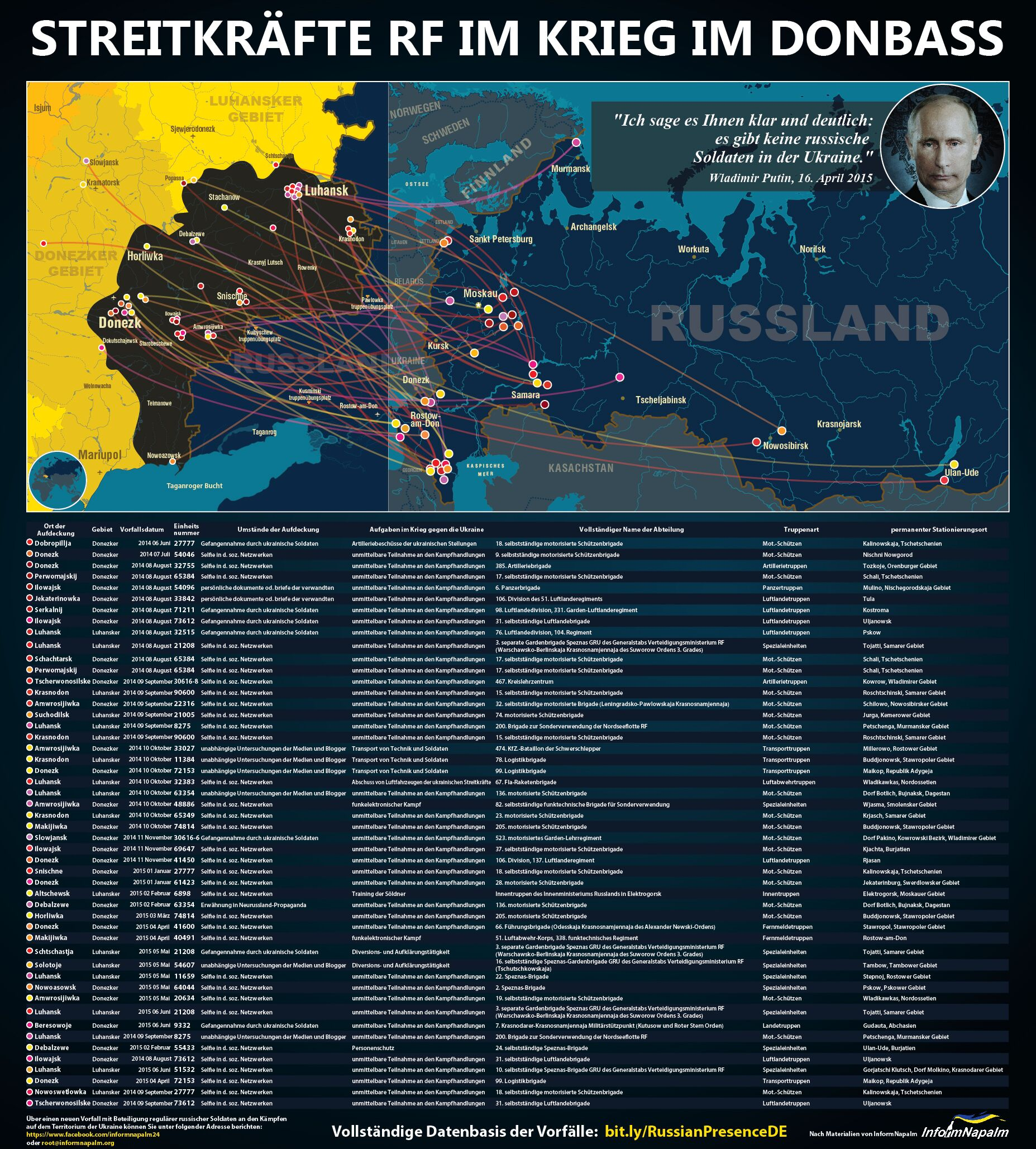
Russische Streitkräfte in Donbass (Grafik von InformNapalm)

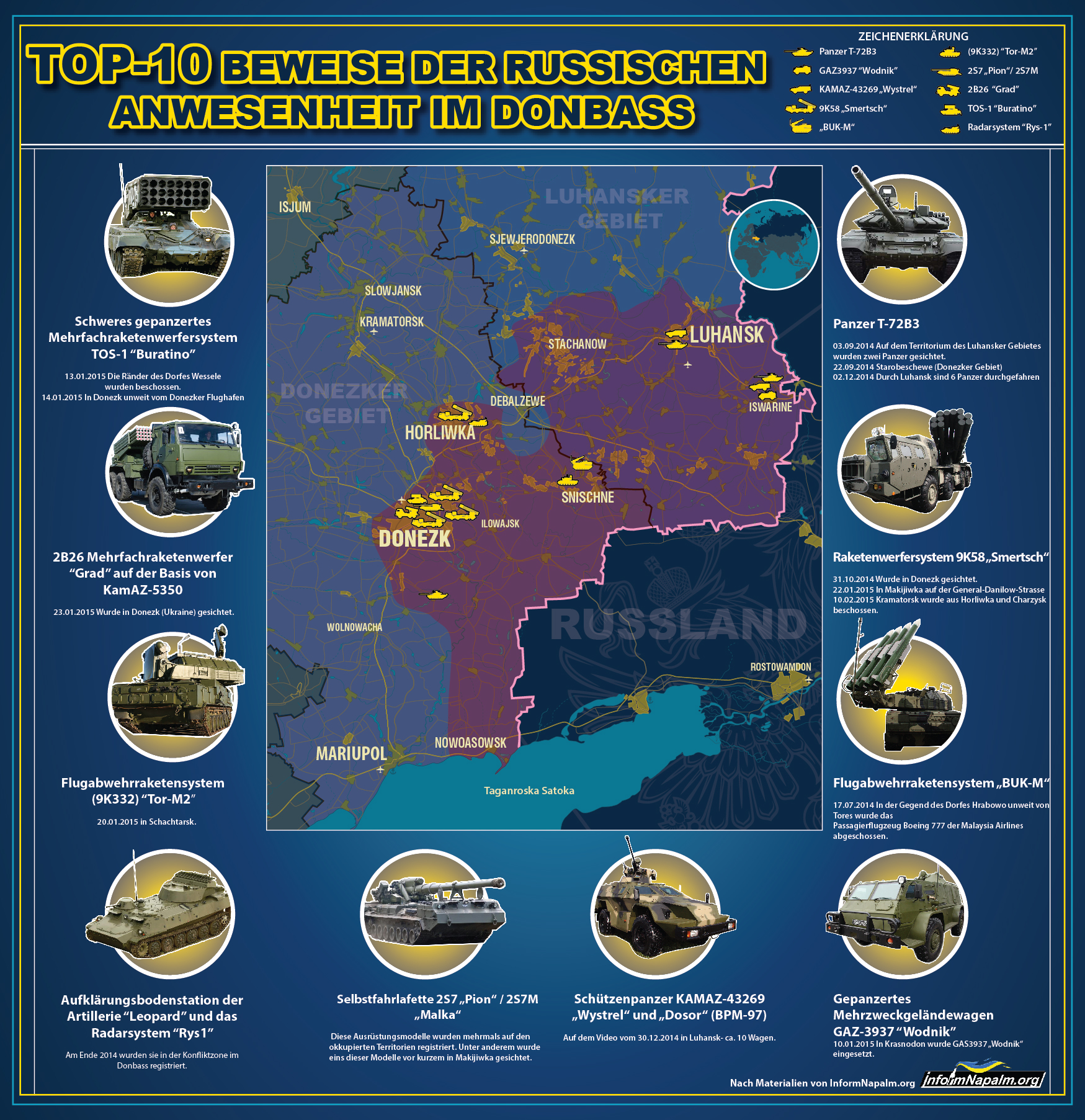
Top-10 Beweise der russischen Anwesenheit im Donbass (Grafik von InformNapalm)

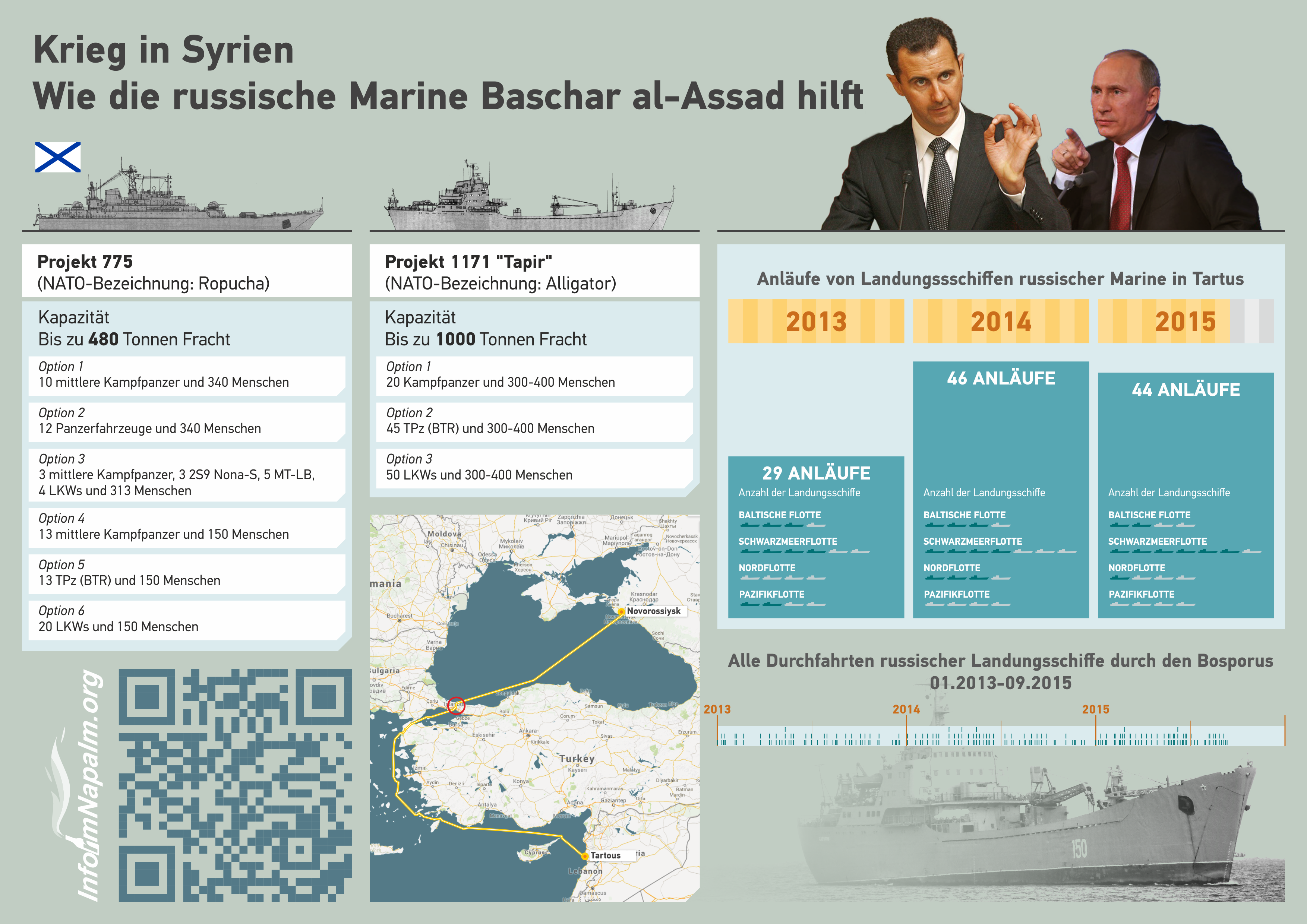
Russische Marine im Krieg in Syrien (Grafik von InformNapalm)

Nach Angaben des Gründers, des Journalisten Roman Burko, waren Freiwillige von der Krim und aus Georgien die ersten, die sich dem Team anschlossen, später kamen Bewohner des Donbass, der restlichen Ukraine und aus anderen Ländern hinzu.
Zu den Hauptaktivitäten des Projekts gehören OSINT-Ermittlungen (Open Source Intelligence); die Informationen dafür werden aus öffentlich zugänglichen Quellen einschließlich sozialer Netzwerke gesammelt und analysiert. Das Projekt arbeitet mit einem Netzwerk von Insidern in den unter russischem Einfluss stehenden Gebieten zusammen, sowohl im Donbass als auch auf der annektierten Krim. Mit ihrer Hilfe werden die mittels Open Source Intelligence gewonnenen Informationen überprüft und Informationen über militärische Ausrüstung russischer Herkunft an der Konfliktlinie gewonnen.

## Dokumentationen zum Krieg in der Ukraine
Während des Bestehens des Projekts wurden einige Untersuchungen zum Abschuss des Malaysia-Airlines-Fluges 17, der über dem Gebiet der „Donezker Volksrepublik (DVR)“ abstürzte, durchgeführt. Im Weiteren entstand eine Datenbank der russischen Truppen, deren Soldaten in der Ukraine anwesend waren.

## Syrien
Seit Beginn der russischen Intervention in Syrien hat die InformNapalm-Webseite mit der Veröffentlichung von Daten der russischen Piloten begonnen, die syrische Städte bombardieren. Diese Veröffentlichungen haben in Russland eine kritische Reaktion hervorgerufen, insbesondere vom Pressesprecher des russischen Präsidenten, Peskow. Als Reaktion darauf verkündeten die Autoren der Website, dass „jede Verletzung des Waffenstillstands im Donbass seitens der vereinten russisch-separatistischen Kräfte die Veröffentlichung einer weiteren OSINT-Untersuchung mit der Preisgabe von Vor- und Nachnamen, Fotos, Bord- und Registrierungsnummern und anderen Einzelheiten und Fakten nach sich ziehen würde, die mit Verbrechen russischer Piloten während der Militäroperation in Syrien in Verbindung stehen“. Der Fernsehsender Al Arabiya verglich die Aktivitäten des Projekts InformNapalm mit den Veröffentlichungen von WikiLeaks.

## Weitere Informationsgewinnung im Internet
Neben den OSINT-Untersuchungen führte InformNapalm dank der ab dem Jahr 2016 assoziierten zwei Hackergruppen „FalconsFlame“ und „Trinity“ auch aktive Maßnahmen durch. Dank der Zusammenarbeit mit den Hackern konnten die Freiwilligen von InformNapalm Zugang zu privaten Daten einzelner russischer Kämpfer erhalten. Am 9. Mai 2016 führten ukrainische Hacker die Operation «#OpMay9» aus: Sie hackten neun propagandistische Webserver von russischen Terroristen. Mitte Juli 2016 übergaben die Hackergruppen Falcons Flame, Trinity, „Pyx-8“ und „CyberHunta“ Daten an InformNapalm, die sie durch das Hacken der Server der für den staatlichen Verteidigungsauftrag zuständigen Abteilung des russischen Verteidigungsministeriums erlangten. Den Daten zufolge plante das russische Verteidigungsministerium, im Jahr 2015 mehr als die Hälfte des gesamten Staatsbudgets für neue Ausrüstung auszugeben.

### Hacken des E-Mail-Accounts von Wladislaw Surkow
Am 25. Oktober 2015 hat die Allianz der Hackergruppen CyberHunta, FalconsFlame, RUH8 und TRINITY InformNapalm einen Ordner aus dem E-Mail-Account des Büros des politischen Beraters von Wladimir Putin, Wladislaw Surkow, übergeben für den Zeitraum zwischen September 2013 und November 2014 mit einer Datenumfang von fast 1 GB. Das Material aus dem Zeitraum von 2015 bis 2016 wurde den Geheimdiensten für Ermittlungen übergeben. Das Leak beinhaltete 2337 Mails des E-Mail-Accounts von Surkow. Die Mails veranschaulichen Russlands Pläne zur politischen Destabilisierung der Ukraine sowie die Koordination der Aktivitäten der wichtigsten regierungsfeindlichen Anführer der selbsternannten „Republiken“ LVR und DVR.

## Nachverfolgung des Einsatzes russischer Waffensysteme
Freiwillige von InformNapalm konnten zahlreiche Fälle des Einsatzes von modernen hochtechnologischen Waffen durch mutmaßlich russische Kräfte nachweisen. Insbesondere wurden Belege für den Einsatz moderner Mittel für elektronische Kampfführung im durch russische Kämpfer besetzten Donbass beschafft:
- EloKa-System für die Unterdrückung des GSM-Signals RB-341W „Leer-3“;
- EloKa-System für die Unterdrückung der KW- und UKW-Verbindung RB-301B „Borisoglebsk-2“;
- automatisierte Störstation R-330Zh „Zhitel“;
- EloKa-System „Torn“;
- Funkkontrolle-, Funkpeilung- und Dämmung-Komplex RP-377LA „Lorandit“;
- EloKa-System RB-531B „Infauna“.

Bei der Tagung der Parlamentarischen Versammlung des Europarates im Herbst 2016 stellte die ukrainische Delegation eine Videopräsentation von InformNapalm und einen Report vor, welcher Belege beinhaltete, die von InformNapalm durch OSINT-Untersuchungen zusammengetragen wurden, und die Präsenz moderner russischer Waffen und Spezialtechnik auf dem besetzten Territorium bezeugte, wobei diese Waffen niemals in die Ukraine exportiert worden waren.
Am 19. November 2016, auf der jährlichen Tagung der Parlamentarischen Versammlung der NATO in Istanbul, stellte die ukrainische Parlamentarische Delegation während der Arbeit des Ausschusses für die zivile Dimension der Sicherheit zwei Videos von InformNapalm mit Belegen für die russische militärische Aggression gegen die Ukraine vor: Die Videopräsentation, die im Oktober bei der Parlamentarischen Versammlung des Europarates vorgestellt wurde, sowie eine neue Videopräsentation mit Belegen für die Beteiligung russischer Berufssoldaten aus 75 Militäreinheiten der Russischen Streitkräfte im Krieg im Donbass.
Mitte November 2016 übergab die ukrainische Abgeordnete Iryna Fris der deutschen Kanzlerin Angela Merkel eine neue Videopräsentation über die Beteiligung regulärer russischer Truppen mit einer Identifikation von Einheiten im Donbass, die eigens von InformNapalm vorbereitet wurde. Das Treffen fand im Rahmen der Feierlichkeiten anlässlich des 25-jährigen Jubiläums der Arbeitsgemeinschaft Deutscher Minderheiten (AGDM) in der Föderalistischen Union Europäischer Nationalitäten statt. Angela Merkel versicherte, dass ihr die Dramatik der Situation im Osten der Ukraine bewusst sei und erklärte sich bereit, das Land auch weiterhin zu unterstützen, obwohl es ihr zufolge recht schwierig sei.

## Auszeichnungen und Orden
Am 29. Juni 2016 wurde das InformNapalm-Team mit dem wichtigsten nichtstaatlichen Orden der Ukraine ausgezeichnet – Nationaler Held der Ukraine.